# Felipe Fleyres
Felipe Fleyres (Liefe, Flandes, 1776 - després de 1831?) fou un militar espanyol d'origen flamenc, Capità general d'Aragó durant la dècada ominosa.
En 1792 va ingressar a la guàrdia valona, en la que va arribar a subtinent en 1796. Va lluitar a la Guerra Gran i al setge de Gibraltar de 1797. En començar la guerra del francès era comandant dels miquelets de Talarn. Amb el grau de coronel va lluitar en el setge de Girona de 1809, en el que fou ferit a una mà, fet presoner i tancat al castell de Bellegarde, d'on fugí a finals de 1809. En 1810 fou ascendit a brigadier i va formar un Regiment de manresans amb els que va lluitar a Sant Celoni i la Poble de Segur en 1812.
El 1822 fou ascendit a mariscal de camp, però va emigrar a França i es posà a les ordres del general Francisco de Eguía y López de Letona. Va tornar amb els Cent Mil Fills de Sant Lluís i de maig a desembre de 1823 fou capità general d'Aragó, Després seria nomenat governador polític i militar de Ciutat Rodrigo (1825-1828), Comandant General d'Astúries (1829), i governador militar i polític de Cadis (juliol 1829-octubre 1831) on va reprimir algunes revoltes.
Fou condecorat amb la Gran Creu de l'Orde de Sant Hermenegild.